# Aram van de Rest
Pour les articles homonymes, voir van de Rest.
Aram van de Rest, né le 4 avril 1976 à Amsterdam,,, est un acteur, réalisateur, scénariste et chanteur néerlandais.

## Filmographie

### Acteur

#### Cinéma et téléfilms
- 1991-1992 : Suite 215 : Le fils
- 1995-2006 : Die Wache (en) : Daniel van Eck
- 1996 : Stadtklinik (nl) : Daniel van Eck
- 1998 : Balko : Heiko Wiederich
- 2000 : Geisterjäger John Sinclair : Raniel Almodos
- 2004-2008 : Onderweg naar Morgen : Chris Vroman
- 2006 : Doodeind : Ben
- 2009 : 13 in de oorlog (nl) : Le soldat allemand
- 2010 : Bernhard, Schavuit van Oranje (nl) : Aschwin zur Liepe-Biesterfeld
- 2013 : Verliefd op Ibiza (nl) : L'homme ivre
- 2014 : Hotel 13 (nl) : L'agent secret YB12

### Réalisateur et scénariste
- 2010 : Wolfseinde (nl)
- 2012 : Joris en Boris en het Geheim van de Tempel (nl)
- 2012 : Hochmut
- 2014 : Aline
- 2014 : Verborgen Verhalen (nl)
- 2016 : Lost in the Game (nl)
- 2017 : Sinterklaas & het gouden hoefijzer
- 2018 : Next

## Discographie

### Single
- 2007 : Rubber Doll

## Vie privée
Il est le fils du réalisateur John van de Rest.